# Войната за планетата на маймуните
„Войната за планетата на маймуните“ (на английски: War for the Planet of the Apes) е американски филм на режисьора Мат Рийвс от 2017 г.
Сценарият е на Марк Бомбак и Рийвс. Филмът е продължение на „Зората на планетата на маймуните“ от 2014 г. Премиерата му е на 14 юли 2017 г.

## Продукция
Заснемането започва на 14 октомври 2015 г. във Ванкувър под работното заглавие „Скритата крепост“. Снимките ще продължат там до началото на март 2016 г. През март Съркис потвърждава, че е приключил със заснемането на сцените си.

## Продължение
В интервю за MTV News през ноември 2014 г. Анди Съркис говори за възможни продължения: „Може да са три филма. Може да са четири. Може да са пет. Кой знае? Пътешествието ще продължи“. През октомври 2016 г. е обявено, че вече е планиран четвърти филм от поредицата.

## Филми от поредицата за „Планетата на маймуните“
Поредицата „Планетата на маймуните“ включва 10 филма:
- „Планетата на маймуните“ (1968)
- „Под планетата на маймуните“ (1970)
- „Бягство от планетата на маймуните“ (1971)
- „Завладяването на планетата на маймуните“ (1972)
- „Битка за планетата на маймуните“ (1973)
- „Планетата на маймуните“ (2001)
- „Възходът на планетата на маймуните“ (2011)
- „Зората на планетата на маймуните“ (2014)
- „Войната за планетата на маймуните“ (2017)
- „Кралството на планетата на маймуните“ (2024)